# Słupca
Słupca és una ciutat de Polònia, pertany al voivodat de Gran Polònia i és la seu del powiat de Słupca. Es troba a 66 km a l'est de Poznań, la capital de la regió. El 2016 tenia 13.901 habitants.

## Monuments
- L'església gòtica de Sant Llorenç, construïda al segle XV
- L'església de fusta de Sant Lleonard, del segle XVI
- El parc municipal, construït el 1867
- La casa de postes, construïda a la primera meitat del segle XIX
- Les restes de les muralles, construïdes entre el 1375 i el 1382 i destruïdes entre el 1880 i el 1887
- L'església Michał Kozal, construïda el 1998

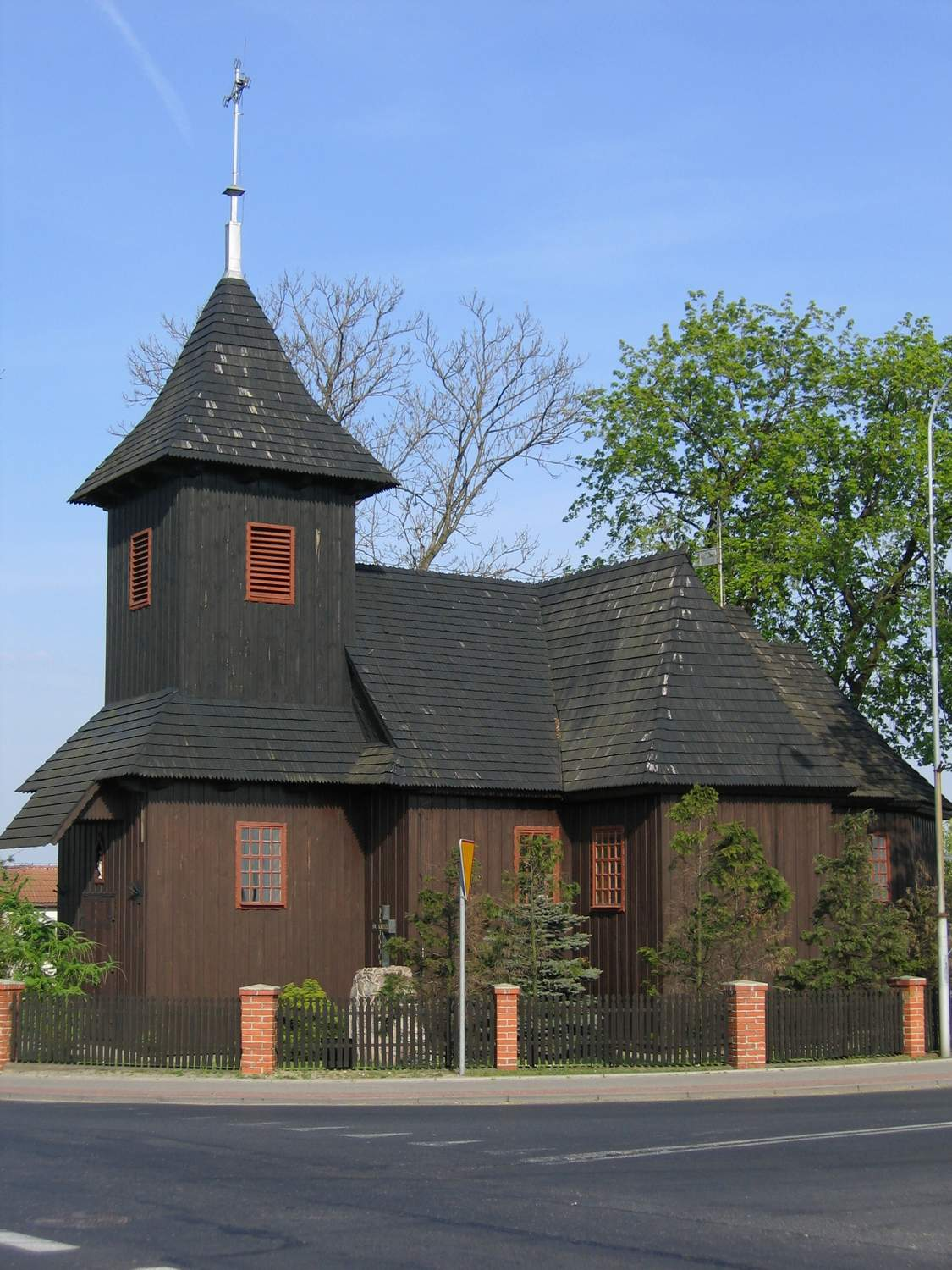
L'església de fusta
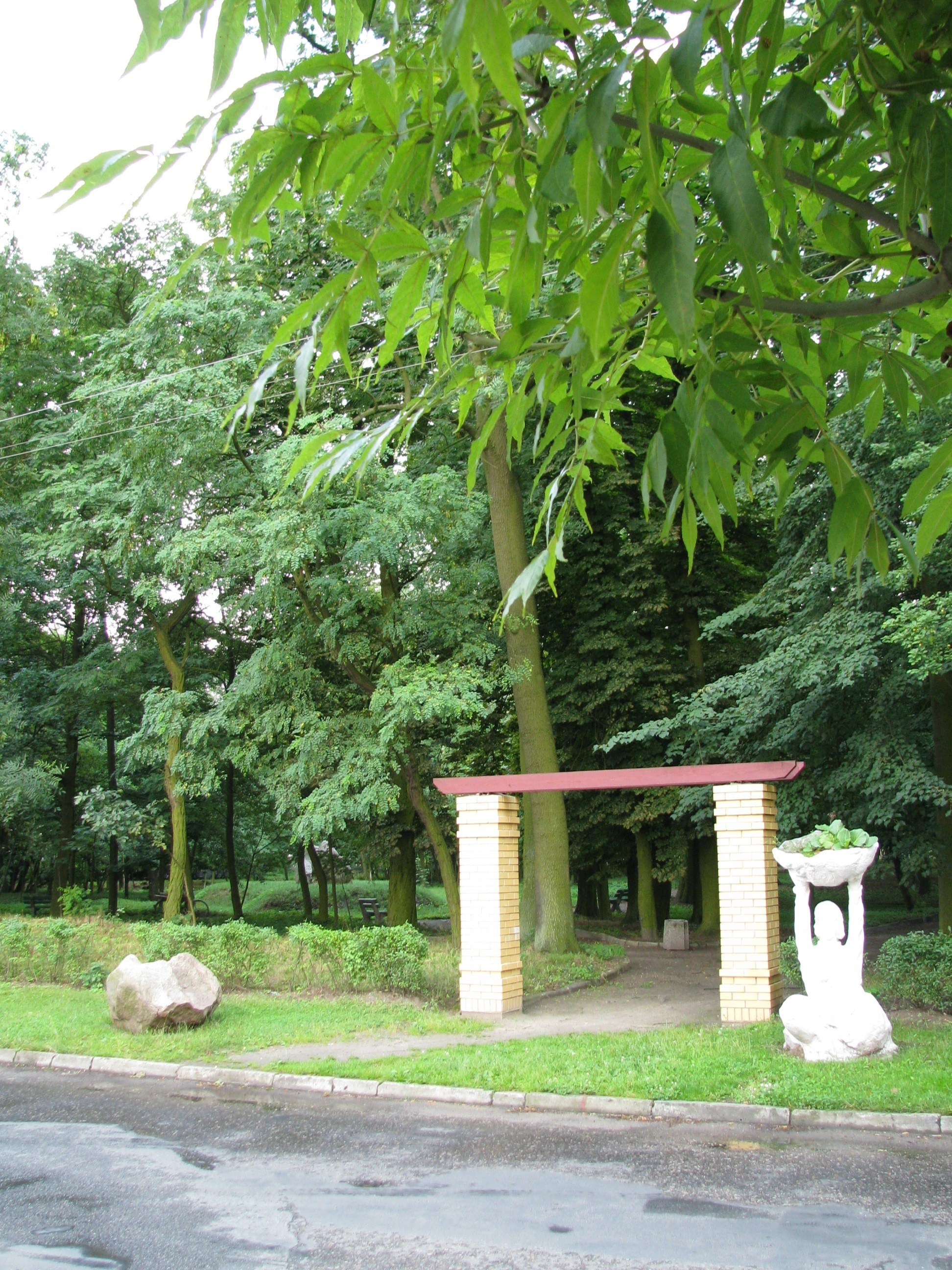
El parc municipal
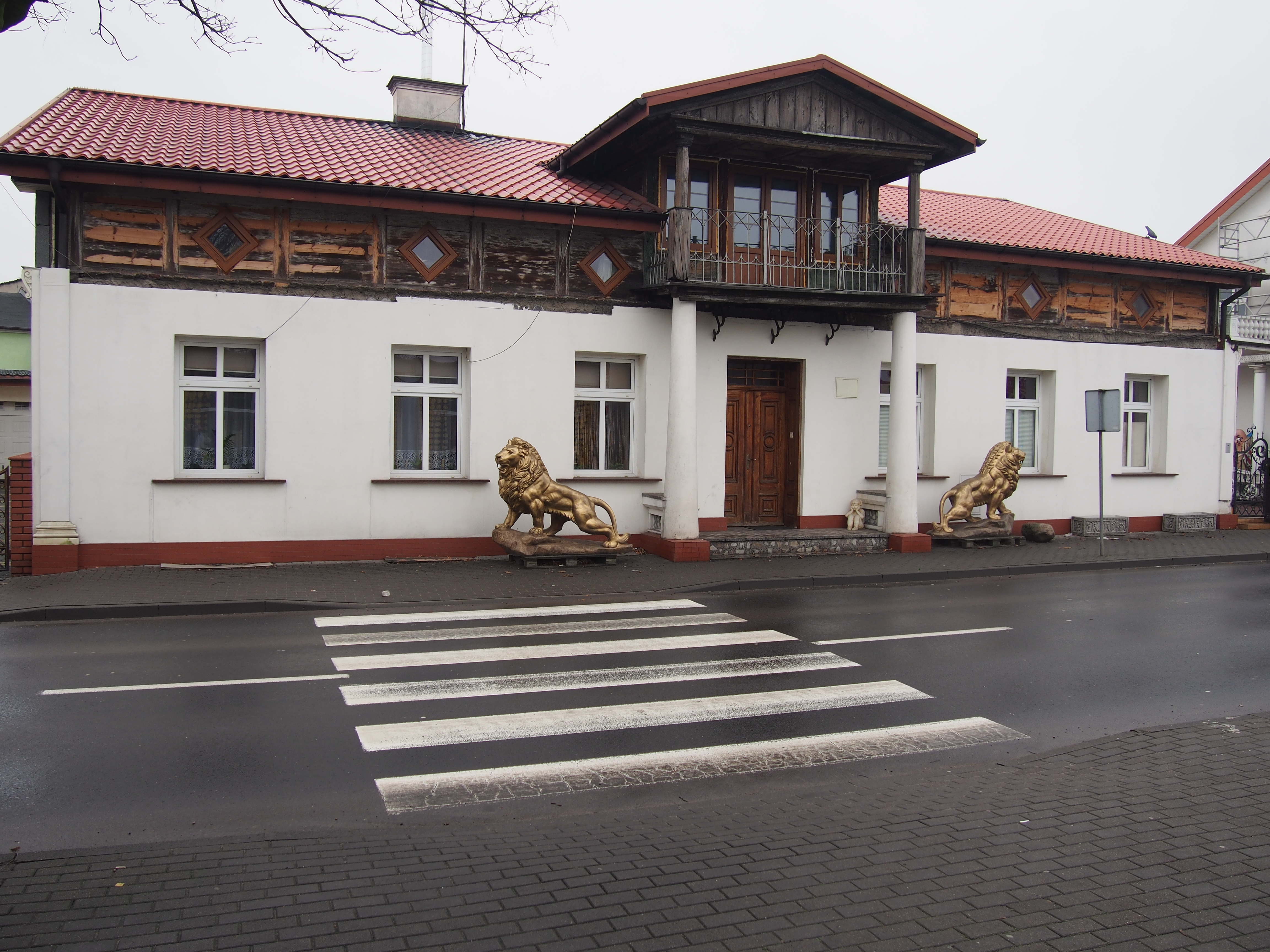
La casa de postes
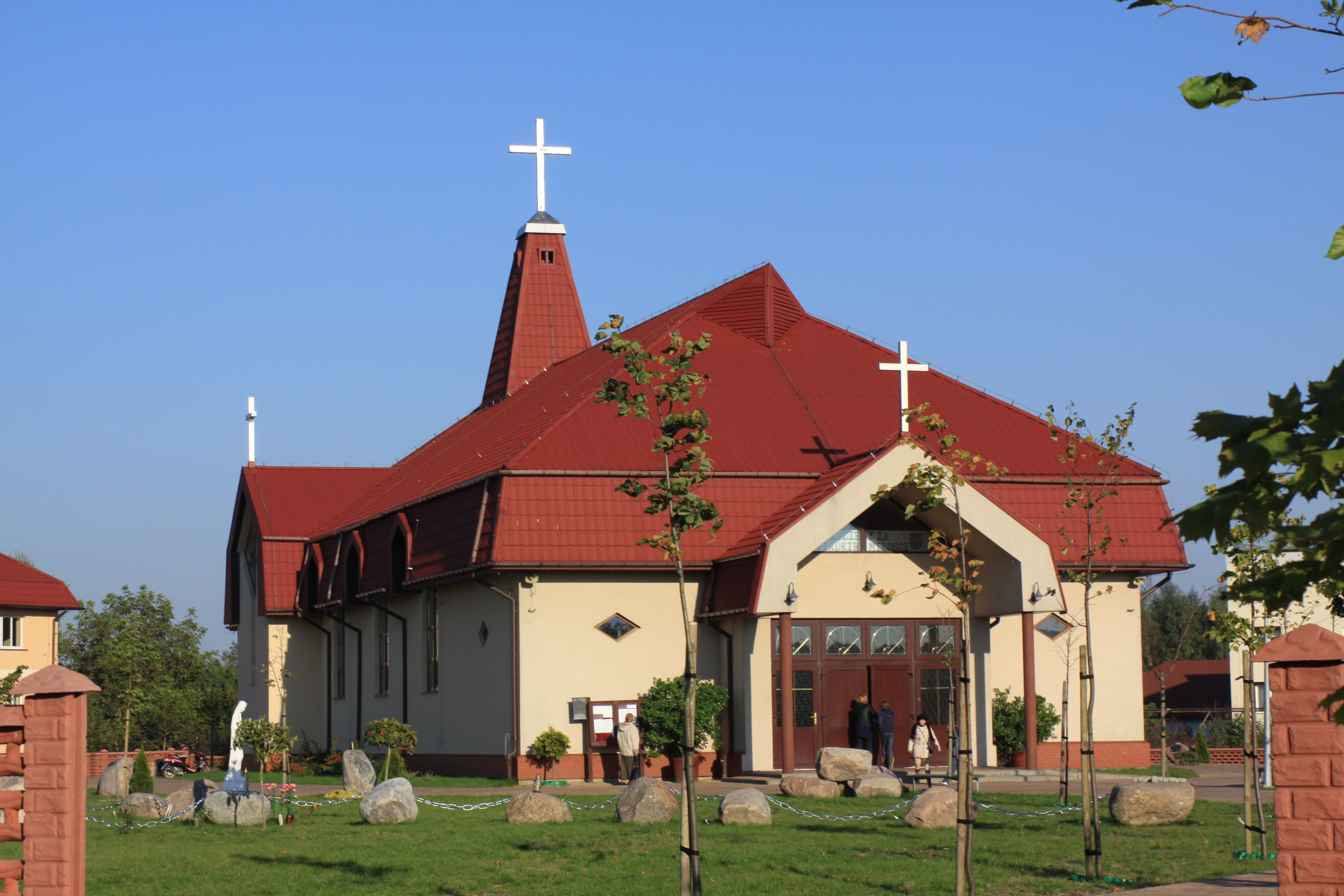
L'església Michał Kozal.